# 西非国家经济共同体
西非国家经济共同体（简称西共体）是西非的一个区域性经济合作组织，於1975年5月28日在尼日利亚拉各斯由16个国家共同签订《西非国家经济共同体条约》后成立，总部设在尼日利亚首都阿布贾。西共体的宗旨为促进西非地区国家的经济一体化，推动成员国经济、社会和文化上的发展与合作。
西共体投资与发展银行（原是西共体合作、补偿和发展基金）2003年2月正式成立，总部设在多哥首都洛美。

## 成员国
西共体目前有12个成员国：
- （1975年加入，时称达荷美）
- （1976年加入）
- （1975年加入，因2010年的总统選舉結果危機而被暂停成員国資格，2012年恢复）
- （1975年加入）
- （1975年加入）
- 几内亚（1975年加入，因2008年的军事政变而被中止成员国资格，2011年恢复，因2021年几内亚政变暫停成员国資格）
- （1975年加入）
- 利比里亚（1975年加入）
- 奈及利亞（1975年加入）
- 塞内加尔（1975年加入）
- （1975年加入）
- 多哥（1975年加入）

### 前成员国
- 毛里塔尼亚是西共体创始会员国，但于2000年退出。2017年8月毛里塔尼亚与西共体秘书处签订了一份联系成员协议。[5]
- （1975年加入，因2012年的政治危機而被暂停成员资格，2013年恢复，因2020年马里政变再次被暂停成員國資格，2024年軍政府宣告退出[6]）
- 尼日尔（1975年加入，因2009年的政治危機而被中止成员资格，2011年恢复，因2023年尼日爾政變再次被暂停成员国资格，2024年軍政府宣告退出[6]）
- 布吉納法索（1975年加入，时称上沃尔特，因2022年1月布基纳法索政变暂停成员国资格，2024年軍政府宣告退出[6]）

2024年1月28日，布基纳法索、马里和尼日尔的军政府发表了一份联合声明，宣布将“立即”退出西共体，此前三国均因军事政变被暂停成员国资格，三国同时指责西共体实施的“反人道制裁”意在造成反向政变，但根据西共体议定书，任何国家不能立即退出该组织，而应给予一年的冷静期，之后仍执意退出的才能终止會籍。西共体秘书处对此回应，称三国仍然是西共体的重要成员，三国当前的执政当局也愿意与秘书处协商，寻求解决政治僵局的途径。
2025年1月29日，西非三国布基纳法索、马里和尼日尔当天正式退出该组织。声明说，本着区域团结和维护人民利益的精神，决定保持西共体大门敞开，承认西非三国公民持有的带有西共体标志的护照和证件，以及继续享有免签证流动、居住和定居的权利，并继续按照西共体贸易自由化计划和投资政策对待来自西非三国的货物和服务等，直到另行通知为止。

## 成就

### 西非经济货币联盟
由贝宁、布基纳法索、科特迪瓦、几内亚比绍、马里、尼日尔、塞内加尔、多哥8个国家組成，使用西非國家中央銀行發行的西非法郎。以上8國除几内亚比绍使用葡萄牙语外，其餘皆為法語國家。

### 西非貨幣區
由非洲最大產油國及人口最多的國家奈及利亞主導，包括使用英語的甘比亞、獅子山、迦納和使用法語的幾內亞所組成，將於2027年使用共同貨幣Eco。賴比瑞亞亦表達加入的興趣。

### 未來發展
西非法郎和Eco的最終目標是合併為單一貨幣。

## 执行秘书长
历任西共体执行秘书长:
- 阿布巴卡·迪亚比·瓦塔拉（英语：Aboubakar Diaby Ouattara）（科特迪瓦）1977年1月－1985年
- 莫莫杜·穆努（英语：Momodu Munu）（塞拉利昂）1985年－1989年
- 阿比斯·邦杜（英语：Abass Bundu）（塞拉利昂）1989年－1993年
- 爱德华·本杰明（英语：Édouard Benjamin）（几内亚）1993年－1997年
- 兰萨纳·库亚特（几内亚）1997年9月－2002年1月31日
- 默罕默德·伊本-钱巴斯（英语：Mohamed Ibn Chambas）（加纳）2002年2月1日－2010年2月18日（原定2007年12月31日卸任，后因财政需要于同年1月1日获得续任）
- 詹姆斯·维克多·贝霍（英语：James Victor Gbeho）（加纳）2010年2月18日－2012年3月1日
- 卡德爾·德西雷·韋德拉奧果（布基纳法索）2012年3月1日－2016年6月4日
- 马塞尔·阿兰·德苏扎（英语：Marcel Alain de Souza）（贝宁）2016年6月4日－2018年3月1日
- 让-克劳德·布鲁（英语：Jean-Claude Brou）（科特迪瓦）2018年3月1日－2022年7月3日
- 奥马尔·图雷（英语：Omar Touray）（冈比亚）2022年7月3日至今

## 主席
历任西共体主席:
- 雅各布·高恩（尼日利亚）1975年5月28日–同年7月29日
- 纳辛贝·埃亚德马（多哥）1975年7月29日–1977年9月13日
- 奥卢塞贡·奥巴桑乔（尼日利亚）1977年9月13日–1979年9月30日
- 列奥波尔德·桑戈尔（英语：Léopold Sédar Senghor）（塞内加尔）1979年9月30日–1980年12月31日
- 纳辛贝·埃亚德马（多哥）1980年–1981年
- 西亚卡·史蒂文斯（塞拉利昂）1981年–1982年
- 马蒂厄·克雷库（贝宁）1982年–1983年
- 艾哈迈德·塞古·杜尔（几内亚）1983年–1984年
- 兰萨纳·孔戴（几内亚）1984年–1985年
- 穆罕默杜·布哈里（尼日利亚）1985年–同年8月27日
- 易卜拉欣·巴班吉达（尼日利亚）1985年8月27日–1989年
- 达乌达·贾瓦拉（冈比亚）1989年–1990年
- 布莱斯·孔波雷（布基纳法索）1990年–1991年
- 达乌达·贾瓦拉（冈比亚）1991年–1992年
- 阿卜杜·迪乌夫（塞内加尔）1992年–1993年
- 尼塞福尔·索格洛（贝宁）1993年–1994年
- 杰瑞·罗林斯（加纳）1994年–1996年7月27日
- 萨尼·阿巴查（尼日利亚）1996年7月27日–1998年6月8日
- 阿卜杜勒萨拉米·阿布巴卡尔（尼日利亚）1998年6月9日–1999年
- 纳辛贝·埃亚德马（多哥）1999年
- 阿尔法·奥马尔·科纳雷（马里）1999年–2001年12月21日
- 阿卜杜拉耶·瓦德（塞内加尔）2001年12月21日–2003年1月31日
- 约翰·阿吉耶库姆·库福尔（加纳）2003年1月31日–2005年1月19日
- 马马杜·坦贾（尼日尔）2005年1月19日–2007年1月19日
- 布莱斯·孔波雷（布基纳法索）2007年1月19日–2008年12月19日
- 奥马鲁·亚拉杜瓦（尼日利亚）2008年12月19日–2010年2月18日
- 古德勒克·乔纳森（尼日利亚）2010年2月18日–2012年2月17日
- 阿拉萨内·瓦塔拉（科特迪瓦）2012年2月17日–2013年2月17日
- 约翰·德拉马尼·马哈马（加纳）2013年2月17日–2015年5月19日
- 麦基·萨勒（塞内加尔）2015年5月19日–2016年6月4日
- 埃伦·约翰逊·瑟利夫（利比里亚）2016年6月4日–2017年6月4日
- 福雷·纳辛贝（多哥）2017年6月4日–2018年7月31日
- 穆罕默杜·布哈里（尼日利亚）2018年7月31日–2019年6月29日
- 穆罕默杜·优素福（尼日尔）2019年6月29日–2020年6月2日
- 纳纳·阿库福-阿多（加纳）2020年6月2日–2022年7月3日
- 乌马罗·西索科·恩巴洛（几内亚比绍）2022年7月3日–2023年7月9日
- 博拉·蒂努布（尼日利亚）2023年7月9日至今